# 獅子座DPb
獅子座DPb（DP Leonis b）是一個環繞視星等17等恆星獅子座DP的太陽系外行星，位於獅子座。該行星質量是6.28 MJ，並且環繞由紅矮星和白矮星組成的聯星系統。該行星距離聯星系8.6天文單位，目前仍不知道它的軌道離心率。